# 서건우 (배우)
서건우(1983년 ~)는 대한민국의 배우이다.

## 학력
- 한국예술종합학교 연극원 연기과

## 출연 작품

### 영화
- 《백자의 사람: 조선의 흙이 되다》 (2012년)
- 《닥터》 (2013년) - 김영관 역
- 《신의 한수》 (2014년) - 남계시원 역

### 드라마
- 《롤러코스터 시즌 3》 (tvN, 2013년) - 러브거탑 역
- 《정도전》 (KBS1, 2014년) - 아지발도 역
- 《쓰리 데이즈》 (SBS, 2014년) - 대통령 경호원 역
- 《미녀의 탄생》 (SBS, 2014년) - 한민혁의 비서 역

### 연극
- 《다윈의 거북이》 - 의사 역
- 《선을긋다》 - 공태열 역
- 《마라사드》 - 악사 역
- 《홀연했던 사나이》 - 사나이 역
- 《도둑놈 다이어리》 - 도정노 역
- 《아버지와 아들》
- 《교회오빠》
- 《스페이스로맨스》

### CF
- SK 텔레콤
- 카스 맥주
- KB 금융
- LIG 차티스 보험

### 뮤직비디오
- 퍼블릭스테레오 - 지옥에나 가라 (2013년)